# Thomas Thorpe

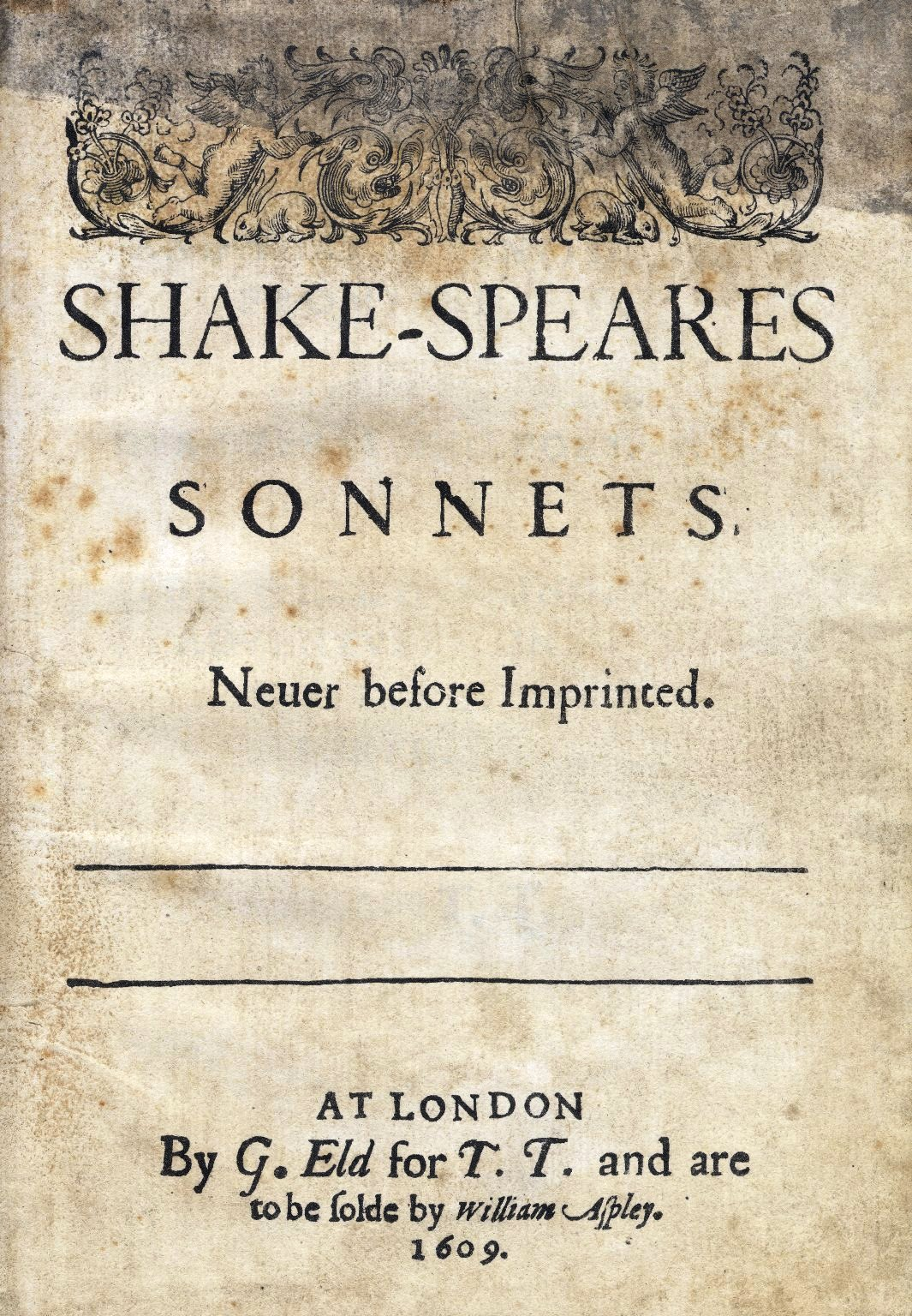
Titelpagina van de uitgave die Thorpe in 1609 uitbracht van de sonnetten van Shakespeare

Thomas Thorpe (1569/1570 - Ewelme, ± 1635) was een Britse uitgever. Hij is vooral bekend geworden dankzij zijn publicatie van de sonnetten van Shakespeare, omdat dit de eerste (bijna) volledige verzameling was van dit werk van Shakespeare. Daarnaast heeft Thorpe enkele werken van Christopher Marlowe en Ben Jonson gepubliceerd. 

## Biografie
Thomas Thorpe was de zoon van een herbergier in Barnet. Gedurende negen jaar werkte hij in een kleine winkel als leerjongen voor Richard Watkins. In 1594 kreeg Thorpe publicatierechten, maar hij had toen nog geen rechten om ook werk te drukken. Het eerste boek dat Thorpe publiceerde was The First Book of Lucan, een door Marlowe gemaakte vertaling van de Pharsalia. Het copyright hiervoor had Thorpe gekregen van Edward Blount, met wie hij later goed bevriend raakte zodat hij zelfs een uitgave speciaal aan Blount wijdde.
In 1605 begon Thorpes carrière pas echt, toen hij zowel All Fools van George Chapman als Sejanus His Fall van Jonson publiceerde. Zijn uitgave van Shakespeares sonnetten in 1609 werd gedrukt door George Eld en verkocht door William Aspley en William Wright. In samenwerking met deze laatste voerde Thorpe ook The Malcontent en Eastward Ho in in het Stationers' Register van de Worshipful Company of Stationers and Newspaper Makers, hoewel deze stukken korte tijd later alleen door Wright zijn uitgegeven. De relatie tussen Thorpe en Wright onderling blijft hierdoor mysterieus.  
Thorpe bleef tot ca. 1624 werkzaam als uitgever. Het copyright voor de publicatie van Marlowes gedicht Hero and Leander stond hij af aan Simon Vicars. In 1635 trok hij zich terug in een armenhuis in Ewelme, waar hij korte tijd later overleed.

### De sonnetten van Shakespeare
Ogenschijnlijk koesterde Thorpe minachting voor Shakespeares sonnetten, en op Thorpes publicatie van Shakespeares werk is achteraf de nodige kritiek geleverd. Sommige critici zoals Sidney Lee waren van mening dat Thorpe zonder Shakespeares instemming had gepubliceerd. Modernere literatoren zoals Stanley Wells en Gary Taylor bestrijden deze visie echter. Anderzijds is zelfs beweerd dat Shakespeare zijn manuscript aan Thorpe zou hebben verkocht, op aanraden van Jonson die Thorpe eerder als een goede uitgever had ervaren. 
The dedication, dat is opgedragen aan een zekere Mr. W.H., is mogelijk niet door Shakespeare maar door Thorpe geschreven. Het is verder waarschijnlijk dat Thorpe zich persoonlijk heeft beziggehouden met het onderverdelen van de sonnetten in o.a. de zogeheten procreation sonnets (1-17) en de sonnetten over Fair Youth (1-126).

## Bekendste publicaties
- 1600- The First Book of Lucan van Christopher Marlowe
- 1605- All Fools van George Chapman
- 1605- Sejanus van Ben Jonson
- 1606- The Gentleman Usher van George Chapman
- 1606- Hymenaei van Ben Jonson
- 1607- What You Will van John Marston
- 1607- Volpone van Ben Jonson
- 1608- The Masque of Blackness en The Masque of Beauty van Ben Jonson
- 1608- The Conspiracy and Tragedy of Charles, Duke of Byron van George Chapman
- 1609- Shakespeare's sonnets van William Shakespeare